# Fuerza (partido político)
Fuerza fue un partido político de derecha guatemalteco.

## Historia
Fundado en 2011 por Mauricio Radford. Participó en las Elecciones generales de Guatemala de 2015 con Alejandro Giammattei como su candidato a la presidencia; Giammattei acabó cuarto en un campo de catorce candidatos con 6% del voto popular. En las elecciones legislativas el partido recibió 2% del voto, ganando dos de los 158 asiento Raúl Romero Segura en Ciudad de Guatemala y Claude Harmelin de León en Departamento de Guatemala, y 1 alcalde. ￼
En 2019 su secretario general Mauricio Radford intentó postularse para la presidencia pero por falta de finiquito no pudo participar, no obtuvo ningún diputado al congreso, pero sí obtuvo 5 alcaldías,
El 27 de febrero de 2020 fue cancelado tras 8 años de existencia.